# Kaijiang

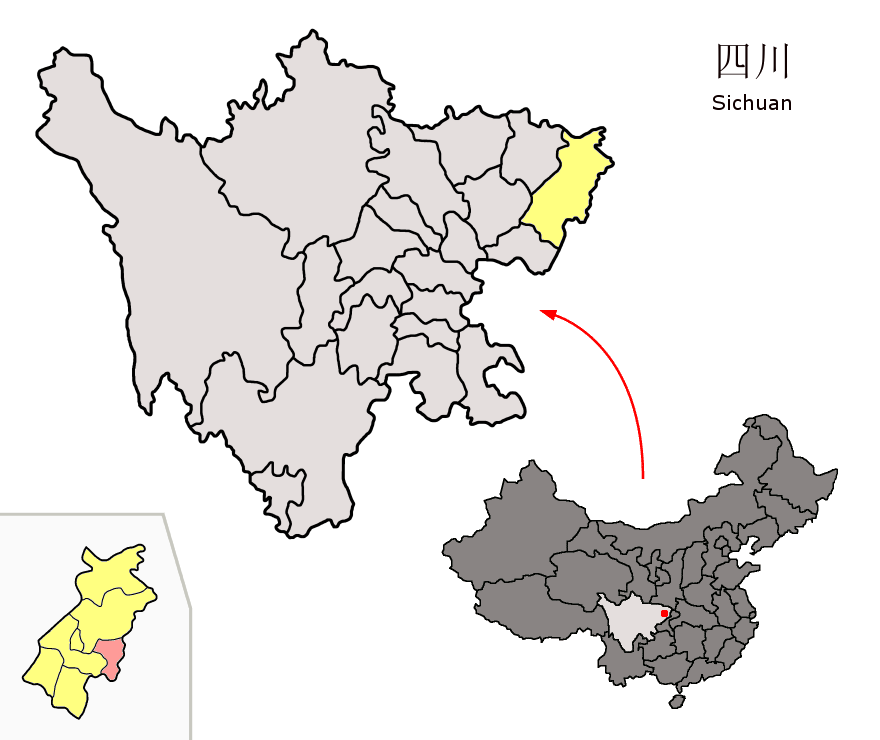
Lage des Kreises Kaijiang (rosa) auf dem Gebiet von Dazhou (gelb).

Der Kreis Kaijiang (chinesisch 开江县, Pinyin Kāijiāng Xiàn) ist ein Kreis der bezirksfreien Stadt Dazhou in der chinesischen Provinz Sichuan. Die Fläche beträgt 1.031 Quadratkilometer und die Einwohnerzahl 414.310 (Stand: Zensus 2020). 1999 zählte Kaijiang 531.476 Einwohner.
Die Gedenkbögen von Kaijiang (Kaijiang paifang 开江牌坊) aus der Zeit der Qing-Dynastie stehen seit 2006 auf der Liste der Denkmäler der Volksrepublik China (6-723).